# Sons of the Desert (Organisation)
Sons of the Desert (deutsch Wüstensöhne) ist eine Vereinigung von Freunden des Komikerduos Stan Laurel und Oliver Hardy. Das Gründungstreffen fand im Jahr 1965 in New York City statt. In den 2020er Jahren bestehen rund 300 örtliche Vereinigungen, davon sieben in Deutschland.
Zweck der Vereinigung ist, das Werk von Laurel und Hardy zu feiern und die Erinnerung an Stan & Ollie wachzuhalten. Ihr Name geht auf die fiktive Loge zurück, die im Film Sons of the Desert (1933) eine Rolle spielt.

## Geschichte
Im Jahr 1964, drei Jahre nach der Veröffentlichung seines Buches Mr. Laurel and Mr. Hardy, schlug der Autor und Laurel-und-Hardy-Experte John McCabe (1920–2005) in einem Brief an Stan Laurel vor, eine Vereinigung der Freunde von Laurel und Hardy mit dem Zweck zu gründen, ihr filmisches Werk zu ehren. Stan Laurel antwortete begeistert und steuerte unmittelbar einige Gedanken für die Gründung einer solchen Vereinigung bei. Als Motto schlug er „Two Minds Without A Single Thought“ vor. Der Cartoonist Al Kilgore schuf das Wappen der Sons of the Desert, in dem das Motto in lateinischer Übersetzung verwendet wird: Duae tabulae rasae in quibus nihil scriptum est (wörtlich: „Zwei leere [Schiefer-]Tafeln, auf denen nichts geschrieben wurde“)

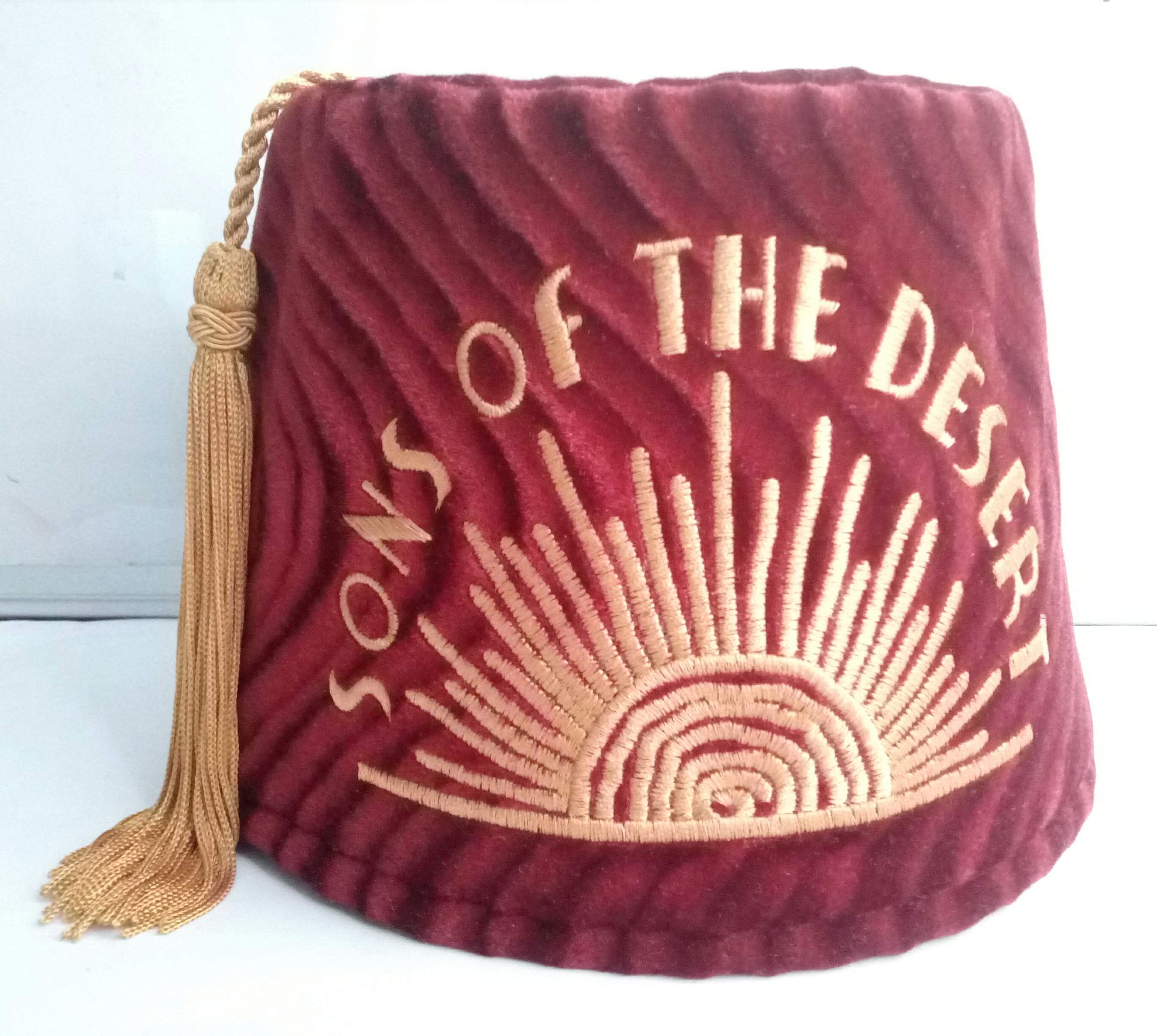
Neuere Version des Sons of the Desert-Fez, vertrieben von der Firma Fez-o-rama

McCabe schuf eine spaßig-seriöse Satzung (constitution), in der er die Formalitäten vieler gesellschaftlicher Organisationen persiflierte. Stan Laurel unterstützte das Dokument und überarbeitete es auf humorvolle Weise; er schlug vor, dass die Mitglieder einen Fez oder einen Blazer-Aufnäher mit dem Motto tragen sollten.
Am 14. Mai 1965, knapp drei Monate nach dem Tod von Stan Laurel am 23. Februar 1965, traf sich im Lambs Club in New York City eine kleine Gruppe von Laurel-und-Hardy-Bewunderern, darunter die Schauspieler Orson Bean und Chuck McCann, der Cartoonist Al Kilgore und John Municino, um die Gründung der Sons of the Desert zu vollziehen.

## Struktur
Die einzelnen örtlichen bzw. regionalen Freundeskreise werden als „Zelt“ (tent) bezeichnet; die Nummerierung erfolgt mit dem Begriff „Oase“ (Oasis). Die tents wählen bei Gründung einen Filmtitel von Laurel und Hardy als Namen.
Weltweit gibt es im 21. Jahrhundert mehr als 100 aktive tents, hauptsächlich in den Vereinigten Staaten und Großbritannien. Die Mitglieder treffen sich regelmäßig, um in ungezwungener Atmosphäre Laurel-und-Hardy-Filme zu genießen. Viele örtliche Gliederungen (engl.: chapter), in den 1960er Jahren gegründet, sind noch immer aktiv.
| Name                     | Oasis | Ort          |
| ------------------------ | ----- | ------------ |
| Another Fine Mess Tent   | 320   | Glinde       |
| Fra Diavolo Tent         | 280   | Buch         |
| Glückliche Kindheit Tent | 208   | Landstuhl    |
| Going Bye Bye Tent       | 315   | Berlin       |
| One Good Turn Tent       | 256   | Saarbrücken  |
| Them Thar Hills Tent     | 246   | Groß-Zimmern |
| Two Tars Tent            | 63    | Solingen     |

Anzahl der tents in anderen Ländern:
 Australien: 5
 Belgien: 2
 Dänemark: 4
 Frankreich: 1
 Irland: 1
 Italien: 3
 Kanada: 1
 Niederlande: 4
 Schweden: 1
 Schweiz: 1
 Vereinigtes Königreich: 46
 Vereinigte Staaten: 93
Für Interessierte, die kein Zelt in ihrer Nähe haben, besteht die Möglichkeit, Einzelmitglied zu werden. Für diese Delegates-at-large besteht das Utopia-Tent, dem man durch Kontaktaufnahme mit dem Corresponding Secretary in Natick und gegen Zahlung eines geringen Jahresbeitrags beitreten kann. Mitglieder erhalten regelmäßig die Informationsschrift The Intra-Tent Journal. Das tent Utopia hat rund 200 Mitglieder.

## Arbeitsweise

### Örtlich in dentents
Es gibt nicht so etwas wie ein typisches Sons-Treffen, da es eine so große Vielfalt unter den Mitgliedern gibt. Einige Zelte halten ihre Treffen in Lokalen ab, wo das Abendessen zum Filmprogramm gehört. Andere treffen sich in einem Versammlungsraum und genießen die Filme auf einer Großbildleinwand. Einige Zelte haben Versammlungen in örtlichen Bildungseinrichtungen abgehalten, und einige Zelte bringen die Freude an Laurel & Hardy in Kinderkrankenhäuser und Pflegeheime. Wieder andere Zelt-Treffen sind informelle Zusammenkünfte in Privathäusern, bei denen Snacks herumgereicht und Laurel & Hardy-Filme geschaut werden. Welches Format auch immer, die Treffen konzentrieren sich auf die Laurel & Hardy-Filme.

### International Conventions
Üblicherweise finden alle zwei Jahre Zusammenkünfte des Weltverbands als internationale Kongresse (conventions) statt.
Schauspieler und Techniker, die mit Laurel und Hardy gearbeitet haben, waren häufig zu Gast, und es werden seltene Filme gezeigt und Memorabilien ausgestellt. Im Jahr 2020 gab es aufgrund der COVID-19-Pandemie keine internationale Convention. Die Convention 2020 sollte in Warwick, Rhode Island abgehalten werden, wurde aber abgesagt. Die nächste (22.) Convention soll vom 17. bis 21. August 2022 in Albuquerque, New Mexico, stattfinden.
| Nr. | Jahr | Ort                                | Veranstalter                                            | Anmerkungen |
| --- | ---- | ---------------------------------- | ------------------------------------------------------- | --- |
| 01  | 1978 | Chicago, Illinois                  | Bacon Grabbers Tent (Oasis 10)                          | Im Film Sons of the Desert findet der Jahreskongress der Wüstensöhne in Chicago statt. |
| 02  | 1980 | Los Angeles, California            | Way Out West Tent (Oasis 5)                             | An dem Ort, an dem die Laurel und Hardy Filme entstanden sind, wurden historische Stätten wie die Culver City City Hall (County Hospital, Going Bye Bye) besucht. |
| 03  | 1982 | Detroit, Michigan                  | Dancing Cuckoos Tent (Oasis 2)                          | |
| 04  | 1984 | London/Ulverston, England          | Helpmates Tent (Oasis 25) & Berth Marks Tent (Oasis 24) | Ulverston ist der Geburtsort von Stan Laurel und wurde im Jahr 2016 erneut bei einem Kongress besucht. |
| 05  | 1986 | Philadelphia, Pennsylvania         | Two Tars Tent (Oasis 14)                                | |
| 06  | 1988 | Saint Paul, Minnesota              | Blockheads Tent (Oasis 3)                               | |
| 07  | 1990 | Clearwater, Florida                | Boobs in the Woods Tent (Oasis 59)                      | |
| 08  | 1992 | Las Vegas, Nevada                  | Jitterbugs Tent (Oasis 76)                              | |
| 09  | 1994 | Terrytown, New York                | Sons of the Desert Founding Tent (Oasis 1)              | |
| 10  | 1996 | Auf See in der Karibik             | Tree in a Test Tube Tent (Oasis 32)                     | |
| 11  | 1998 | Birmingham, England                | Laughing Gravy Tent (Oasis 167)                         | Teilnehmer aus den Vereinigten Staaten, dem Vereinigten Königreich, Kanada, Deutschland, den Niederlanden, Belgien, Australien und weiteren Ländern, einschließlich Finnland (wo das jüngste Zelt gegründet wurde). Auf dem Programm stand auch ein Besuch des Hippodrome Theaters, wo Laurel und Hardy 1953 aufgetreten waren. |
| 12  | 2000 | Tacoma, Washington                 | Beau Hunks Tent (Oasis 87)                              | 20. bis 23. Juli 2000 |
| 13  | 2002 | Nashville, Tennessee               | Scram Tent (Oasis 97)                                   | 15. bis 18. Juli 2002 |
| 14  | 2004 | Columbus, Ohio                     | Perfect Day Tent (Oasis 42)                             | |
| 15  | 2006 | Augusta, Georgia                   | Berth Marks Tent (Oasis 238)                            | Ein Programmpunkt war eine Fahrt nach Harlem, dem Geburtsort von Oliver Hardy. |
| 16  | 2008 | Amsterdam, Niederlande             | Perfect Day Tent (Oasis 13)                             | |
| 17  | 2010 | Sacramento, California             | Another Fine Mess Tent (Oasis 49)                       | |
| 18  | 2012 | Manchester, New Hampshire          | On the Loose Tent (Oasis 206)                           | |
| 19  | 2014 | Hollywood, California              | 45 Minutes From Hollywood Tent (Oasis 73)               | |
| 20  | 2016 | In der Nähe von Ulverston, England | Bacon Grabbers Tent (Oasis 113)                         | ausführlicher Artikel dazu |
| 21  | 2018 | Cincinnati, Ohio                   | The Chimp Tent (Oasis 279)                              | |
| 22  | 2022 | Albuquerque, New Mexico            | Albuquerque Busy Bodies (Oasis 29)                      | |
| 23  | 2024 | Sacramento, California             | Another Fine Mess Tent (Oasis 49)                       | 26. bis 30. Juni 2024 |
| 24  | 2026 | San Diego, California              | Saps at Sea Tent (Oasis 30)                             | 21. bis 25. Juni 2026; Feier des 100. Jubiläums der Zusammenarbeit von Laurel und Hardy mit den Hal Roach Studios |